# William Mulock
William Mulock (ur. 19 stycznia 1844, zm. 1 października 1944 w Toronto) – liberalny polityk i prawnik kanadyjski działający w końcu XIX i I poł. XX w.
Mulock rozpoczął swą karierę polityczną od wyboru do Izby Gmin Parlamentu Kanady w 1882. Zasiadał w nim nieprzerwanie do 1905 r. Od 1896 był głównym dyrektorem poczty, a od 1900 pierwszym ministrem pracy. Wraz ze swoim młodym współpracownikiem Mackenzie Kingiem napisał pierwszy kanadyjski kodeks pracy. Największym w nim osiągnięciem był zapis zabraniający rządowi federalnemu udzielania kontraktów tzw. sweatshops przedsiębiorstwom nie przestrzegającym zasad bezpieczeństwa i higieny pracy. Był także założycielem organu prasowego ministerstwa Labour Gazette, którego pierwszym redaktorem został Mackenzie King.
W 1905 Mulock wycofał się z czynnej polityki. Jego ostatnim osiągnięciem był udział w pracach nad ustawami o Albercie i o Sasketchewan. Po 1905 prowadził nadal bardzo czynne życie. Najpierw został skarbnikiem Najwyższego Sądu Ontario, a w latach 1923–1936 głównym jego sędzią. Od 1924 do śmierci sprawował urząd rektora Uniwersytetu Toronto. Zmarł w 1944 ukończywszy sto lat.
W latach 1931–1932 pełnił obowiązki gubernatora porucznika prowincji Ontario.